# Комишенка (Шортандинський район)
Коми́шенка (каз. Камышенка) — село у складі Шортандинського району Акмолинської області Казахстану. Входить до складу Пригородного сільського округу.
Населення — 119 осіб (2021; 215 у 2009, 250 у 1999, 295 у 1989).
Національний склад станом на 1989 рік:
- росіяни — 50 %;
- німці — 30 %.